# Songs of Harmony
Songs of Harmony è la terza compilation dedicata alla serie My Little Pony - L'amicizia è magica.
L'album è stato pubblicato il 13 aprile 2015 su iTunes e contiene in tutto dieci canzoni, di cui nove provenienti dalle prime quattro stagioni della serie, e la decima un mash - up delle canzoni True True Friend e Winter Wrap - Up.

## Tracce
1. The Perfect Stallion – 1:35 - Musica: Daniel Ingram
2. Generosity – 3:25 - Musica: Daniel Ingram
3. Bats – 2:23 - Musica: Daniel Ingram
4. Flim Flam Miracle Curative Tonic – 3:36 - Musica: Daniel Ingram
5. You'll Play Your Part – 3:05 - Musica: Daniel Ingram
6. Glass of Water – 1:56 - Musica: Daniel Ingram
7. Music In the Treetops – 0:57 - Musica: Daniel Ingram
8. Find the Music In You – 1:53 - Musica: Daniel Ingram
9. Let the Rainbow Remind You – 2:09 - Musica: Daniel Ingram
10. True True Friend Winter Wrap-Up (Ultimate Mash-Up) – 2:53 - Musica: Daniel Ingram